# Tratado de paz

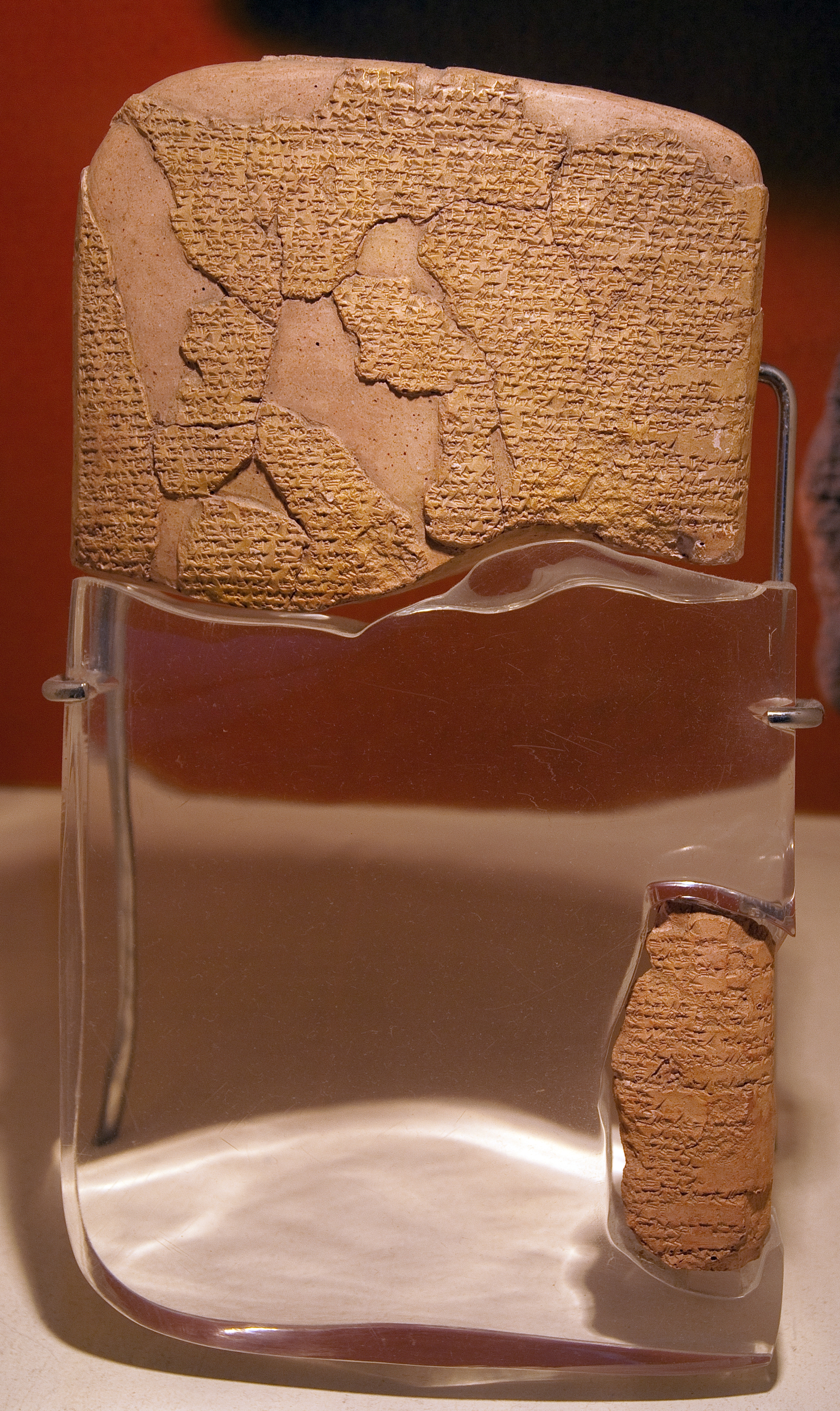
Tabla de uno de los tratados de paz más antiguos de los que se tiene registro histórico: el tratado de Qadesh. Expuesto en el Museo arqueológico de Estambul.

Un tratado de paz es un acuerdo entre dos o más partes hostiles, por lo general países o gobiernos, que culmina formalmente un estado de guerra entre las partes. Es diferente de un armisticio, que es un acuerdo para detener las hostilidades, o una rendición, en la que un ejército se compromete a renunciar a las armas, o un alto el fuego (tregua) en el que las partes pueden ponerse de acuerdo para dejar de forma temporal o permanente la lucha.

## Elementos de los tratados
El contenido de un tratado depende en general de la naturaleza del conflicto está concluyendo. En el caso de grandes conflictos entre numerosas partes puede haber un tratado internacional que cubra todos los aspectos o tratados individuales firmados entre las distintas partes. 
Hay muchos aspectos posibles que se pueden incluir en un tratado de paz.  Algunos de estos pueden ser:
- Procesos de resolución de futuros conflictos.
- Acceso y reparto de recursos.
- Situación de los refugiados.
- Situación de los prisioneros de guerra.
- La resolución de deudas existentes.
- Definición de comportamientos proscriptos.
- Reanudación de la aplicación de tratados existentes.

En los tiempos modernos ciertas situaciones de conflicto insolubles pueden empezar con un alto el fuego y luego tratarse a través de un proceso de paz donde cada parte toma una serie de pasos discretos para alcanzar finalmente el objetivo de la paz y la firma de un tratado. En el caso de una guerra civil no suelen utilizarse tratados de paz pues esto implicaría que las partes reconozcan la condición de Estados entre sí.  En casos como el de la guerra de secesión estadounidense, por lo general se culmina con la rendición del ejército del bando perdedor. Por el contrario, el caso de éxito de la secesión o declaración de independencia a menudo se formaliza por medio de un tratado de paz.

## Negociación de un tratado de paz
Una de las partes fundamentales de un tratado de paz es la negociación, donde se plantean las voluntades y condiciones de cada una de las partes beligerantes, basándose en una serie de ofertas y contraofertas que permitan a ambas partes llegar a un acuerdo para frenar de manera permanente las hostilidades.
Como señala Franco "La paz no es [entonces] solo la no-guerra, el fin de los intentos de resolver mediante las armas y la fuerza los conflictos internos y entre países", entendemos entonces que si bien el tratado de paz no garantiza que se logre un estado de paz inmediato, este pone fin a las hostilidades. De igual forma el autor indica que "... el fin de la guerra sólo es el comienzo de la paz si simultáneamente crecen la justicia, la equidad y el imperio de los derechos de todos por encima de los intereses de pocos", reforzando con esto que el tratado es simplemente el primer paso después de un conflicto para lograr un estado de paz futuro entre las partes beligerantes.
Esta negociación viene definida por tres características: incertidumbre, compromiso e indivisibilidad, es decir, que no se sabe exactamente el sentido de la negociación ni su resultado final puede predecirse; que los Estados firmantes se obligarán mediante el compromiso formal a acatar lo plasmado en el tratado; y, que el tratado una vez firmado y ratificado no puede separarse en partes distintas para su cumplimiento ni puede ser aplicado de forma parcial. 
De acuerdo con la teoría, existen dos principales formas de negociación de paz; aquella que se formula de acuerdo según la disponibilidad de recursos y roles en el campo de batalla, misma que comenzará a realizarse directamente entre los mandos militares que ahí se encuentran para después escalar a las esferas diplomáticas y políticas de los Estados beligerantes; y la denominada Juego de Markov, que es aquella que se encuentra basada en la teoría del proceso de decisiones de Markov, basado en la estrategia para evitar nuevamente un colapso militar.